# صومل
الصَّوْمَلُ (الاسم العلمي: Breonadia salicina)، جنس نبات أحادي النمط من فصيلة الفوية. وصفت من قبل كولين إرنست ريدسدال في عام 1975. يحتوي الجنس على نوع واحد فقط، Breonadia salicina، التي توجد في المناطق الاستوائية وجنوب إفريقيا من مالي وبنين شرقًا إلى إثيوبيا وجنوبًا إلى جنوب إفريقيا، وكذلك في اليمن والسعودية ومدغشقر. وهي شجرة محمية في جنوب إفريقيا.

## الوصف
هي شجرة دائمة الخضرة. يصل ارتفاعها إلى 20 مترا. الساق تكون ملساء في الأشجار الصغرة لتصبح خشنة مقشرة بعد ذلك.
الأوراق سوارية تترتب كل 3 إلى 5 أوراق مع بعض، رمحية متطاولة، لامعة. الأزهار بيضاء مصفرة، إبطية، في نورات هامية، تنمو انفرادية عى سيقان طويلة من أباط الأوراق. الثمار علبة كروية، متفتحة، البذور مجنحة.